# Zerlach
Zerlach ist eine ehemalige Gemeinde mit 1690 Einwohnern (Stand: 1. Jänner 2014) im Südosten der Steiermark im Bezirk Südoststeiermark. Im Rahmen der Gemeindestrukturreform in der Steiermark ist die Gemeinde seit 2015 in der Gemeinde Kirchbach-Zerlach eingegliedert,
die neue Gemeinde führte 2015 den Namen Kirchbach in der Steiermark.
Grundlage dafür ist das Steiermärkische Gemeindestrukturreformgesetz – StGsrG.

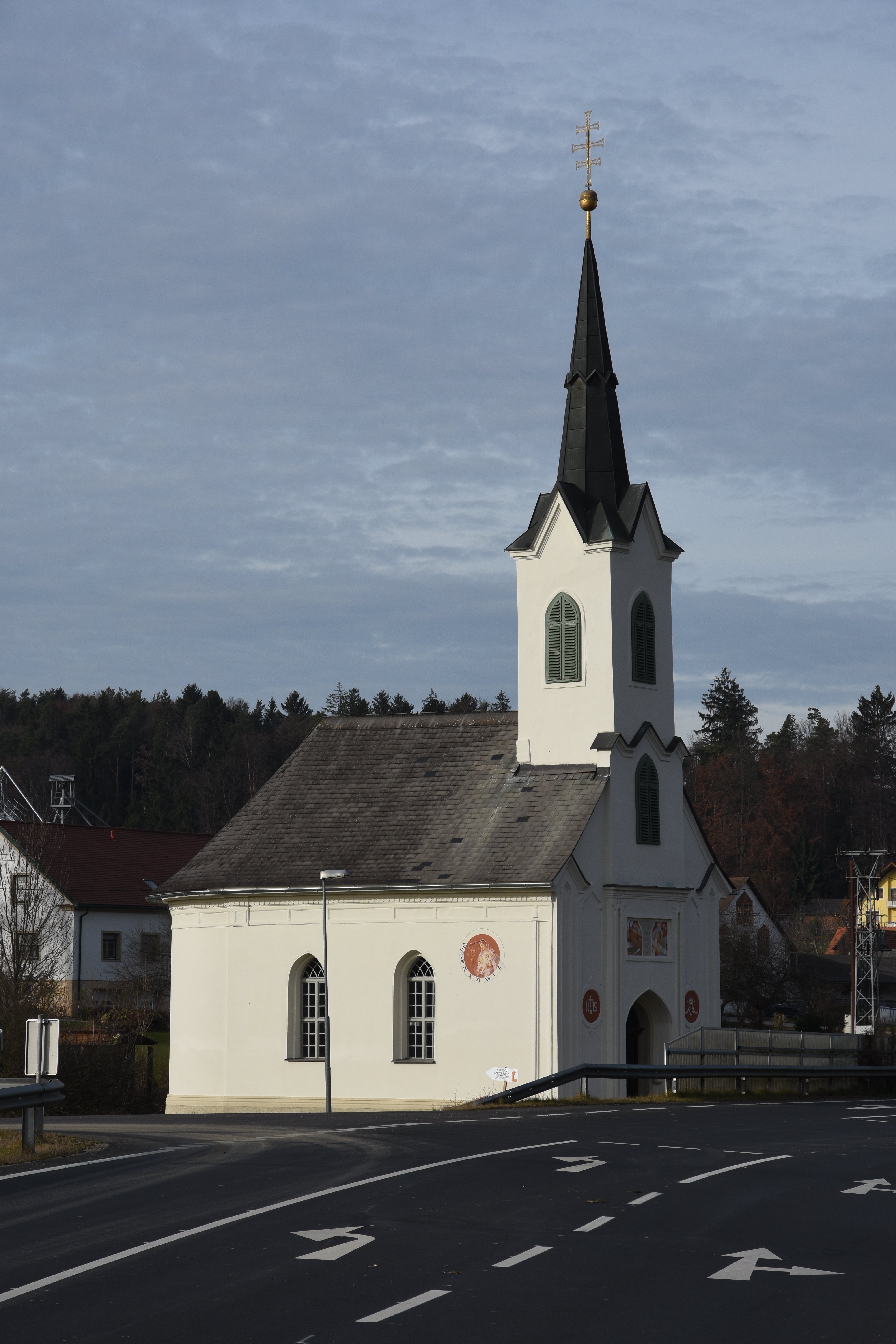
Kapelle Zerlach

## Geografie

### Geografische Lage
Zerlach liegt an der Schwarzau ca. 23 km südöstlich von Graz und ca. 17 km westlich der Bezirkshauptstadt Feldbach im Oststeirischen Hügelland.

### Ausdehnung des Gemeindegebiets
Zerlach ist eine Agrargemeinde mit einem Flächenmaß von 2.377 ha.

### Nachbargemeinden
- im Norden: Petersdorf II
- im Osten: Oberdorf am Hochegg und Sankt Stefan im Rosental
- im Süden: Kirchbach in Steiermark
- im Westen: Pirching am Traubenberg und Edelstauden

### Gemeindegliederung
Das Gemeindegebiet umfasste folgende sechs Ortschaften (in Klammern Einwohnerzahl, Stand 1. Jänner 2025):
- Breitenbuch (398)
- Dörfla (470)
- Kittenbach (90)
- Maxendorf (192)
- Weißenbach (139)
- Zerlach (368)

Die Gemeinde bestand aus der einzigen Katastralgemeinde Zerlach.

## Geschichte
Der Name Zerlach früher „Zedlach“ wurde erstmals im Babenbergischen Urbar im Jahre 1220 erwähnt. Zerlach könnte heißen: „Zu oder bei den Erlen“. Wahrscheinlicher ist eine Benennung nach dem Lokativ von altslawisch *sedlo (Sitz, Siedlung), denn die Ersterwähnung beinhaltet ein d, was mit Erle nicht zu erklären ist. Präpositionen im Ortsnamen sind ebenfalls höchst selten. Die Gemeinde war einst im Besitze von einigen Schlössern und Gutshöfen sowie einer Wehranlage.
Die Ortschaften Breitenbuch früher „Praytenbach“, Kittenbach früher „Cüttenbach“, Hochjahring, früher „Ohenjahring“, Maxendorf früher „Markirschendorf“ wurden auch schon in der zweiten Hälfte des 12. Jahrhunderts urkundlich erwähnt.
Dörfla genannt „das Dörflein in der Pfarr zu Kirchbach“ wurde erst später im Jahre 1370 im Seckauer Zehentbuch genannt.
Angebaut wurden zu dieser Zeit hauptsächlich das Marchfutter, Mohn, Erbsen und Flachs. Es gab auch besonders viel Wein. Jeder Hügel war mit Weinstöcken bepflanzt. Dieser wurde schon als Traubensaft, früher Most genannt, als Zehent an die verschiedensten Herrschaften abgeliefert.
Im Jahre 1848 stellte Hans Kudlich den Antrag auf die Bauernbefreiung. Schon im Jahre 1849 wurden die Bauern freie Bürger und brauchten an die Gutsherrn keinen Zehent mehr zu leisten. Damit die Bauern den Grund erwerben konnten, mussten sie ein Drittel des Schätzwertes selbst aufbringen.
Somit gab es seit dem Jahre 1849 die Katastralgemeinde = Verwaltungsgemeinde. Bis zum Jahre 1981 musste die Gemeindekanzlei siebenmal ihren Sitz wechseln. Unter Bürgermeister Josef Graßmugg wurde das Gemeindeamt errichtet.
Am 3. Juni 1984 wurde dieses Haus durch Pfarrer Tödtling im Beisein von Pfarrer Wolfgang Pucher, Alois Steinkleibl und Johann Köberl feierlich gesegnet. Am gleichen Tage wurde Landeshauptmann Josef Krainer zum Ehrenbürger der Gemeinde, Josef Krainer nahm auch die Wappenverleihung der Gemeinde Zerlach vor. Am 22. März 1985 legte Josef Graßmugg seine 15-jährige Funktion als Bürgermeister zurück. Im April wurde Josef Suppan (vlg. TischlerI) zum Bürgermeister der Gemeinde gewählt.
Die Bewohner von Zerlach bewirtschaften jedes Stückchen Landwirtschaft. Durch ihre tatkräftige Einsatzbereitschaft und großen Fleiß, welchen sie das ganze Jahr über einsetzen, kann man sagen, dass jeder gut gestellt ist. Zum Großteil müssen die Arbeiten auf Grund der hügeligen Landschaft die Arbeiten händisch durchgeführt werden. Heute wird hauptsächlich Vieh- und Schweinezucht betrieben.
Breitenbuch
Der Name Praytenpuch wurde erstmals im Jahre 1265 genannt. Praytenpuch stand damals unter der Herrschaft von Ottokar von Böhmen und gehörte zur Pfarre St. Georgen. Im Jahre 1414 stand dieser Ort Breitenbuch schon unter der Herrschaft von dem Gutsherrn von Freiburg.
Hochjahring
In Hochjahring sollte sich ein Schloss mit einer Wehranlage befunden haben. Dieses Schloss wurde „der Hof zu Kirchbach“ genannt. Auch beim derzeitigen Besitzer Puchannerl soll ein Schloss mit Wehranlage gestanden sein.
Kittenbach
Kittenbach wurde erstmals im Urbar der Habsburger im Jahre 1280 erwähnt. Kittenbach hatte zwei Huben und stand unter der Herrschaft des Landesfürsten. Eine Hube wurde mit 36 Joch berechnet.
Dörfla
Dörfla wurde erstmals im Seckauer Zehentbuch im Jahre 1406 genannt. Auf dem Hang Erlingsberg, soll sich ebenfalls ein Edelhof mit einer Wehranlage befunden haben.

## Wirtschaft und Infrastruktur
Zerlach ist eine typische Landgemeinde mit vorwiegend land- und forstwirtschaftlicher Nutzung durch bäuerliche Klein- und Mittelbetriebe, die meist im Nebenerwerb geführt werden.

### Verkehr
Die Kirchbacher Straße B 73 bietet vor allem den Berufspendlern die Anbindung an die Wirtschaft im Großraum Graz.

### Öffentliche Einrichtungen
- Gemeindekindergarten[5]
- Pflegeheim der Caritas Steiermark[6]
- Freiwillige Feuerwehr Breitenbuch

### Bildung
Die schulische Grundversorgung wird durch das Schulzentrum in der Nachbargemeinde Kirchbach-Zerlach übernommen.

## Politik

### Gemeinderat
Der Gemeinderat bestand bis 31. Dezember 2014 aus 15 Mitgliedern und setzte sich seit der Gemeinderatswahl 2010 aus Mandaten der folgenden Parteien zusammen:
- 14 ÖVP – stellt den Bürgermeister und Vizebürgermeister
- 1 SPÖ

### Bürgermeister
Letzter Bürgermeister war bis 31. Dezember 2014 Franz Löffler (ÖVP). Vizebürgermeister war Anton Prödl (ÖVP). Amtsleiterin war Michaela Gartner.

### Ehemalige Bürgermeister
Vom Jahre 1848 bis 1900 ist nicht bekannt, wer die Gemeinde verwaltet hat.
| von  | bis  | Name des Bürgermeisters         |
| ---- | ---- | ------------------------------- |
| 1900 | 1919 | Georg Mayer vulgo Kölli         |
| 1919 | 1938 | Josef Nöst vulgo Krisper        |
| 1938 | 1939 | Josef Kaufmann vulgo Thori      |
| 1939 | 1945 | Richard Suppan vulgo Schuhmandl |
| 1945 | 1960 | Josef Paier vulgo Tonihansl     |
| 1960 | 1970 | Franz Maier vulgo Wagner        |
| 1970 | 1985 | Josef Graßmugg vulgo Schlosser  |
| 1985 | 2005 | Josef Suppan                    |
| 2005 | 2014 | Franz Löffler                   |

### Wappen
Die Verleihung des Gemeindewappens erfolgte mit Wirkung vom 1. Mai 1984.

Blasonierung (Wappenbeschreibung):
„Über einer silbernen Zinnenmauer im Schildfuß in Rot balkenweise eine silberne Kette von fünf Gliedern, durch zwei derselben sind je drei silberne Ähren gesteckt.“

## Persönlichkeiten

### Ehrenbürger
- 1980: Anton Peltzmann (1920–2000), Landesrat
- 1984: Josef Krainer (1930–2016), Landeshauptmann
- 2013: Wolfgang Pucher (1939–2023), Lazarist

### Söhne und Töchter der Gemeinde
- Anton Absenger (1820–1899), Komponist
- Georg Mayer (1852–1931), Politiker der Christlichsozialen Partei (CSP)